# Musikjahr 1929
Liste der Musikjahre

◄◄ | ◄ | 1925 | 1926 | 1927 | 1928 | Musikjahr 1929 | 1930 | 1931 | 1932 | 1933 | ► | ►►

Weitere Ereignisse · Country-Musik
Dieser Artikel behandelt das Musikjahr 1929.

Charley Patton – Down The Dirt Road Blues (1929)

## Ereignisse
- 11. Januar: Karol Szymanowskis Stabat Mater wird uraufgeführt.
- 17. Januar: Im Berliner Tauentzienpalast wird der Film Ich küsse Ihre Hand, Madame uraufgeführt. Als einer der letzten Stummfilme enthält dieser Film aus der Zeit des Übergangs zum Tonfilm bereits eine kurze Tonspur mit dem musikalischen Thema des Films, dem Tango Ich küsse Ihre Hand, Madame (Musik: Ralph Erwin, Text: Fritz Rotter), der schon im Jahr seiner Veröffentlichung 1928 in der Interpretation von Richard Tauber ein großer Schlager war.
- 22. Januar: Gordon Jacobs 1. Streichquartett wird vom Spencer Dyke Quartet in London uraufgeführt.
- 04. Februar: Erste Aufnahme von George Gershwins An American in Paris durch Nathaniel Shilkret und das Victor Symphony Orchestra.
- 19. Februar: Premiere von Béla Bartóks noch unveröffentlichtem 3. Streichquartett im Vereinigten Königreich durch das Ungarische Streichquartett in der Wigmore Hall in London.
- 17. Mai: Sergei Sergejewitsch Prokofjews Sinfonie Nr. 3 c-Moll, op. 44 wird in Paris uraufgeführt.
- 21. Mai: Eröffnung der Ballettsaison von Sergei Diaghilews Ballets Russes in Paris mit den Uraufführungen von Igor Strawinskys Le Renard und Sergei Sergejewitsch Prokofjews Le Fils prodigue.
- 09. Juni: Erstmals wird von der Nordischen Rundfunk AG das Hamburger Hafenkonzert ausgestrahlt. Diese weltweit älteste regelmäßige Sendung ist heute am Sonntagmorgen Bestandteil im Radioprogramm des NDR.
- 27. Juni: Erste Londoner Aufführungen zweier Ballette von Igor Strawinsky, Apollon musagète und Le Baiser de la fée, unter der Leitung des Komponisten in der Kingsway Hall mit Übertragung im Radio.
- 11. September: Louis Armstrong nimmt seinen Hit When You’re Smiling auf.

- 31. Dezember: Das kanadische Orchester Guy Lombardo & His Royal Canadians tritt als Hausband auf der New Year’s Eve Party im New Yorker Roosevelt-Hotel auf. Sie spielen Auld Lang Syne kurz vor Mitternacht, was vom Countdown der letzten Sekunden begleitet wird. Seither gehört es zur Tradition im Waldorf Astoria, wo der Song bis 1976 am Silvesterabend gespielt wird.
- 00. Dezember: Veröffentlichung des Kurzfilms The Singing Brakeman mit Country-Sänger Jimmie Rodgers in den USA.
- 00. Dezember: Der US-amerikanische Kurzfilm Broadway’s Like That von Arthur Hurley mit Ruth Etting, Joan Blondell, Humphrey Bogart und Mary Philips wird veröffentlicht.
- Die musikalische Karriere von Charley Patton beginnt.
- Die Plattenkarriere von T-Bone Walker beginnt.
- Memphis Minnies Plattenkarriere beginnt.
- Amédé Ardoin macht die ersten Zydeco-Aufnahmen in Louisiana.
- Bessie Smith dreht für RKO Pictures einen Musikfilm („St. Louis Blues“; Regie: Dudley Murphy), bei dem unter anderem James P. Johnson, Mitglieder des Fletcher Henderson Orchesters und der Hall Johnson Choir mitwirken. Es ist Bessie Smiths einziger bekannter Filmauftritt.

## Instrumental- und Vokalmusik
- Juhan Aavik: Estnische Rhapsodie für Orchester,[1] Pühendus [Zueignung], Kantate, Text: Arno Raag (1904–1985)[1]
- Wilhelm Grosz: Afrika Songs
- Gustav Holst: Doppelkonzert für 2 Violinen und Orchester op. 49
- Erich Wolfgang Korngold: Drei Lieder für Gesang und Klavier op. 22
- Carl Nielsen: 29 kleine Präludien op. 51 (Orgel); Drei Motetten, gemischter Chor a cappella op. 55
- Sergei Sergejewitsch Prokofjew: Divertimento, op. 43; Suite aus L’enfant prodigue (Der verlorene Sohn), op. 46
- Ralph Vaughan Williams: The 100th Psalm c-Moll für Chor und Orchester; Three Choral Hymns für Bariton (Tenor), Chor und Orchester.

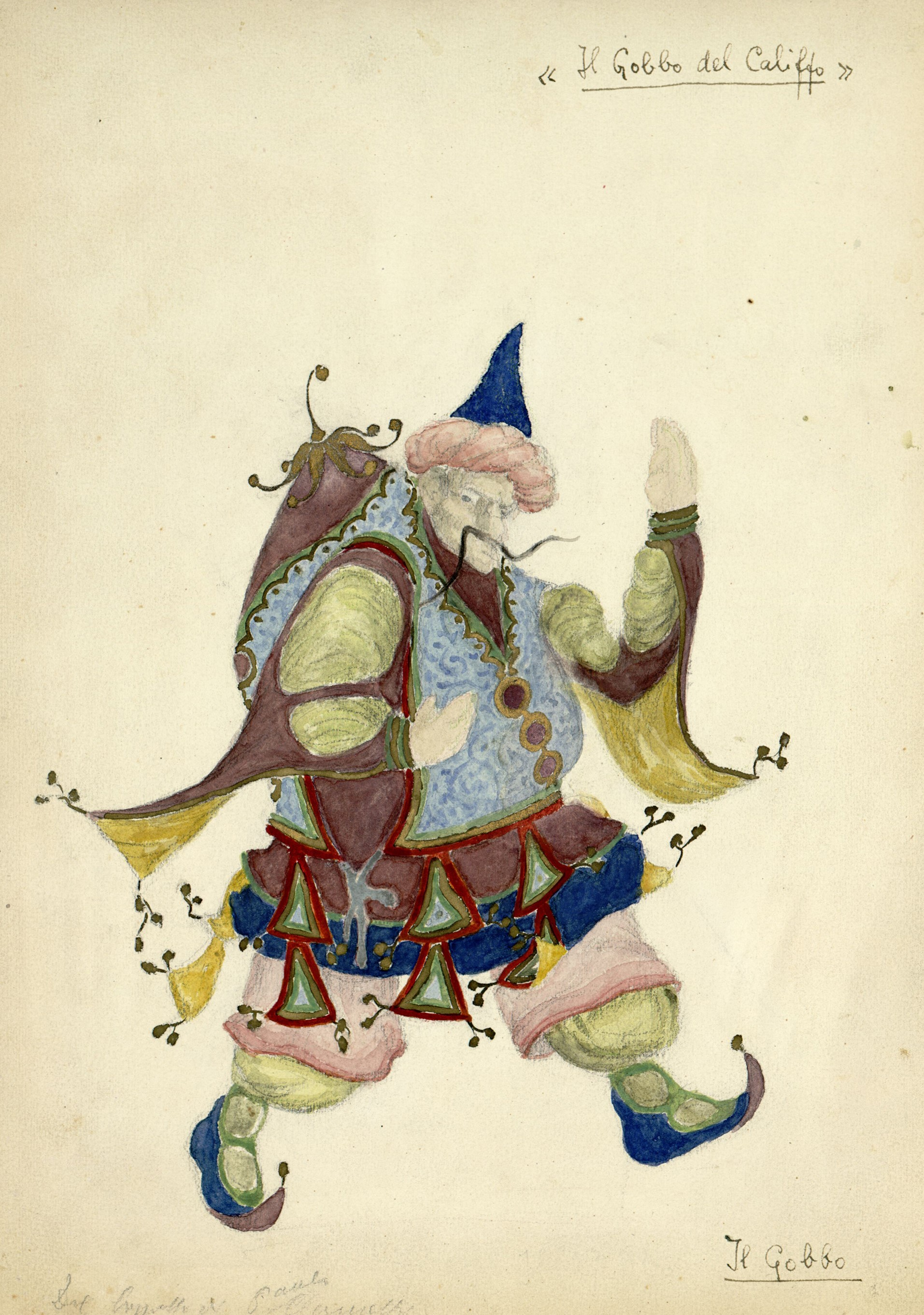
Franco Casavola – Il Gobbo del Califfo – Kostümentwurf (1929)

## Musiktheater
- 09. Februar: Uraufführung der komischen Oper Der Tenor von Ernst von Dohnányi in Budapest.
- 22. Februar: Uraufführung der Operette Rosen aus Florida von Leo Fall in Wien.
- 27. April: Die Uraufführung der Oper Jürg Jenatsch von Heinrich Kaminski nach dem gleichnamigen historischen Roman von Conrad Ferdinand Meyer findet an der Staatsoper in Dresden statt.
- 29. April: Die Uraufführung der Oper Der Spieler (Orig.: Le Joueur) von Sergei Sergejewitsch Prokofjew nach dem gleichnamigen Roman von Fjodor Michailowitsch Dostojewski findet am Théâtre de la Monnaie in Brüssel statt.
- 15. Mai: Uraufführung der Oper Persée et Andromède von Jacques Ibert an der Pariser Oper.
- 08. Juni: Uraufführung der lustigen Oper Neues vom Tage von Paul Hindemith auf das Libretto von Marcellus Schiffer an der Krolloper in Berlin.
- 25. Juni: Uraufführung der Oper Judith von Eugène Aynsley Goossens am Royal Opera House Covent Garden in London.
- 28. Juli: Uraufführung der Oper Lehrstück von Paul Hindemith in Baden-Baden.
- 31. August: Uraufführung der Operette Die drei Musketiere von Ralph Benatzky am Großen Schauspielhaus von Berlin.
- 21. September: Uraufführung der Oper Engelbrekt von Natanael Berg am Kungliga Teatern in Stockholm.
- 10. Oktober: Uraufführung der Operette Das Land des Lächelns von Franz Lehár im Metropol Theater Berlin
- Uraufführung der Oper Il Gobbo del Califfo von Franco Casavola im Teatro dell’Opera in Rom.

Weitere Bühnenwerksuraufführungen
- George Gershwin: Show Girl (Musical)
- Ralph Vaughan Williams: Sir John in Love (Oper)
- Leo Ascher: Der König vom Moulin Rouge (Operette)
- Gustav Holst: The Tale of the Wandering Scholar (Oper)
- Ralph Benatzky: Mit dir allein auf einer einsamen Insel (Operette) Uraufführung in Leipzig
- Paul Abraham: Es geschehen noch Wunder (Operette)

## Film
- 01. Februar: Das von Metro-Goldwyn-Mayer herausgebrachte erste Tonfilm-Musical The Broadway Melody von Harry Beaumont hat seine Uraufführung und feiert einen großen Erfolg.
- 19. August: Die deutsche Stummfilm-Musikkomödie Der schwarze Domino von Victor Janson, gestaltet nach der gleichnamigen Opéra-comique (1837) von Daniel-François-Esprit Auber mit einem Libretto von Eugène Scribe hat Premiere. In den Hauptrollen sind Harry Liedtke, Vera Schmiterlöw und Hans Junkermann zu sehen.
- Das US-amerikanische Krimi-Musical Broadway kommt in die Kinos.
- Das US-amerikanisches Filmmusical Der jüngste Leutnant (Originaltitel: Devil-May-Care) von Sidney Franklin mit Ramón Novarro und Dorothy Jordan in den Hauptrollen kommt in die Kinos.
- Das US-amerikanische Filmmusical The Dance of Life von John Cromwell und A. Edward Sutherland kommt in die Kinos.
- Das US-amerikanische Filmmusical Paris von Clarence G. Badger mit Irène Bordoni und Jack Buchanan in den Hauptrollen kommt in die Kinos.

## Neuveröffentlichungen (Auswahl)

### Lieder und Kompositionen
| Lied                                            | Text                           | Musik                     | Erstinterpret                    | Label       | Veröffentlichung | Genre                              | Weitere Informationen     |
| ----------------------------------------------- | ------------------------------ | ------------------------- | -------------------------------- | ----------- | ---------------- | ---------------------------------- | ------------------------- |
| Am Sonntag will mein Süßer mit mir segeln geh’n | Robert Gilbert                 | Anton Profes              | Dajos Béla                       |             | 1929             | Schlager                           | Foxtrott                  |
| (What Did I Do to Be so) Black and Blue?        | Andy Razaf                     | Fats Waller, Harry Brooks | Edith Wilson                     |             | 1929             | Jazz                               | Jazzstandard, Protestlied |
| Guantanamera                                    | José Martí                     | Joseíto Fernández         | Joseíto Fernández                |             | 1929             | Guajira, Lateinamerikanische Musik |                           |
| Singin’ in the Rain                             | Arthur Freed, Nacio Herb Brown |                           | Cliff Edwards & The Brox Sisters | RCA Records | 27. Mai 1929     | Filmsong                           |                           |

## Geboren

### Januar
- 03. Januar: Ernst Mahle, deutsch-brasilianischer Musikpädagoge, Dirigent und Komponist († 2025)

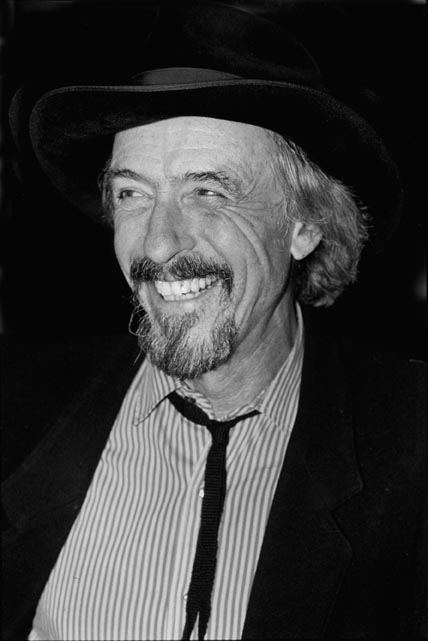
Arik Brauer; * 4. Januar

- 04. Januar: Arik Brauer, österreichischer Maler, Sänger und Dichter († 2021)
- 05. Januar: Peter-Lukas Graf, schweizerischer Flötist
- 05. Januar: Wilbert Harrison, US-amerikanischer Musiker († 1994)
- 06. Januar: Dietrich Knothe, deutscher Dirigent († 2000)
- 09. Januar: Josephte Dufresne, kanadische Pianistin und Musikpädagogin († 1995)
- 10. Januar: Göte Wilhelmson, schwedischer Jazzmusiker (Akkordeon, Piano), Orchesterleiter und Musikproduzent († 2024)
- 11. Januar: Wanda Wiłkomirska, polnische Violinistin († 2018)
- 12. Januar: Bill Ramsay, US-amerikanischer Jazzmusiker († 2024)

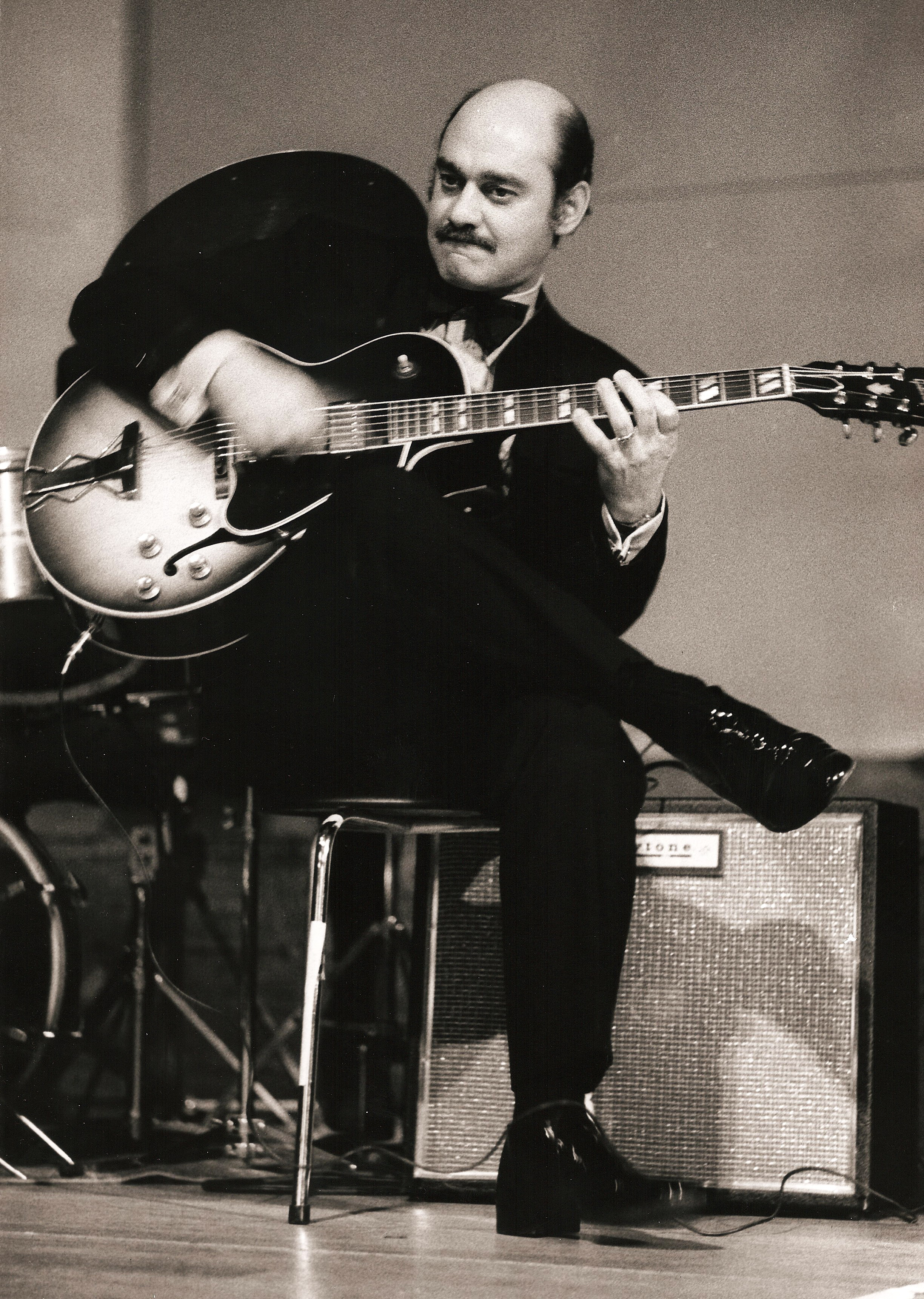
Joe Pass; * 13. Januar

- 13. Januar: Joe Pass, US-amerikanischer Jazzgitarrist († 1994)
- 15. Januar: Eva Badura-Skoda, österreichische Musikwissenschafterin († 2021)
- 15. Januar: Teizō Matsumura, japanischer Komponist († 2007)
- 17. Januar: Grady Martin, US-amerikanischer Gitarrist († 2001)
- 18. Januar: Pierick Houdy, französisch-kanadischer Komponist († 2021)
- 21. Januar: John A. Bonner, US-amerikanischer Tontechniker († 1996)
- 21. Januar: Bibi Johns, schwedische Schlagersängerin und Schauspielerin
- 22. Januar: Antonio Braga, italienischer Komponist und Musikpädagoge († 2009)
- 22. Januar: Tomcat Courtney, US-amerikanischer Bluesmusiker († 2021)
- 22. Januar: Petr Eben, tschechischer Komponist († 2007)
- 24. Januar: Wilfried Koch, deutscher Maler und Flötist († 2022)
- 24. Januar: Jacques Réda, französischer Schriftsteller, Dichter und Jazzautor († 2024)
- 25. Januar: Benny Golson, US-amerikanischer Jazz-Tenorsaxophonist, Komponist und Arrangeur († 2024)
- 26. Januar: Ernst Kölz, österreichischer Komponist und Blockflötist († 2014)
- 27. Januar: Carlo Meliciani, italienischer Opernsänger (Bariton) († 2022)
- 29. Januar: Ed Shaughnessy, US-amerikanischer Jazz-Schlagzeuger († 2013)
- 30. Januar: Marvin Holladay, US-amerikanischer Jazzmusiker (Saxophon) und Musikwissenschaftler
- 31. Januar: Vera Schwarz, deutsche Cembalistin († 1980)

### Februar

Reiner Bredemeyer; * 2. Februar

- 02. Februar: Reiner Bredemeyer, deutscher Komponist († 1995)
- 02. Februar: Ed Reed, US-amerikanischer Jazzsänger († 2024)
- 03. Februar: Jimmy Edwards, US-amerikanischer Rockabilly-Musiker
- 04. Februar: Dorothy Howard, kanadische Sängerin und Musikpädagogin († 2013)
- 05. Februar: Hal Blaine, US-amerikanischer Musiker († 2019)
- 05. Februar: Luc Ferrari, französischer Komponist, Klangkünstler und Hörspielmacher († 2005)
- 07. Februar: Günter Kootz, deutscher Pianist und Hochschullehrer
- 09. Februar: Willem Kersters, belgischer Komponist und Professor († 1998)
- 09. Februar: James Mulcro Drew, US-amerikanischer Komponist und Musikpädagoge († 2010)
- 10. Februar: Jerry Goldsmith, US-amerikanischer Filmmusikkomponist († 2004)
- 14. Februar: Wyn Morris, walisischer Dirigent († 2010)
- 18. Februar: Inge Brandenburg, deutsche Jazzsängerin und Theater-Schauspielerin († 1999)
- 18. Februar: Eduardo Lagos, argentinischer Pianist, Komponist und Musikkritiker († 2009)
- 18. Februar: André Mathieu, kanadischer Pianist und Komponist († 1968)
- 18. Februar: Günther Schramm, deutscher Schauspieler, Fernsehmoderator und Sänger
- 19. Februar: Leonard Klein, US-amerikanischer Komponist, Pianist und Musikpädagoge († 2013)
- 20. Februar: Friedrich von Huene, US-amerikanischer Blockflötenbauer († 2016)
- 20. Februar: Siegfried Jordan, deutscher Komponist, Texter, Arrangeur, Musiker, Sänger, Orchesterleiter, Redakteur, Moderator und Produzent
- 20. Februar: Toshirō Mayuzumi, japanischer Komponist und Professor († 1997)
- 20. Februar: Floralba del Monte, dominikanische Pianistin und Musikpädagogin († 2017)
- 22. Februar: Anny Schlemm, deutsche Opernsängerin
- 27. Februar: Claes Rosendahl, schwedischer Jazz- und Unterhaltungsmusiker (Saxophone, Flöte, Klarinette, Komposition) († 2013)
- 28. Februar: Melvin Berman, US-amerikanisch-kanadischer Oboist, Komponist und Musikpädagoge († 2008)

### März
- 03. März: Siegrid Ernst, deutsche Komponistin, Pianistin und Musikpädagogin († 2022)
- 04. März: Bernard Haitink, niederländischer Dirigent († 2021)
- 04. März: Josep Maria Mestres i Quadreny, katalanischer Komponist († 2021)
- 05. März: J. B. Lenoir, US-amerikanischer Blues-Sänger und -Gitarrist († 1967)
- 06. März: Jürgen Schriefer, deutscher Musik- und Gesangspädagoge und Komponist († 2014)
- 07. März: Irma Urteaga, argentinische Komponistin († 2022)
- 09. März: Paul Thommen, Schweizer Jazzmusiker (Piano) und Architekt († 2004)
- 09. März: Jay Weston, US-amerikanischer Filmproduzent († 2023)
- 11. März: George Bălan, rumänisch-deutscher Musiker und Musikwissenschaftler († 2022)
- 12. März: Francisco Pulgar Vidal, peruanischer Komponist († 2012)
- 14. März: Zia Mohiuddin Dagar, indischer Rudra Vina-Spieler († 1990)
- 15. März: Antonietta Stella, italienische Opernsängerin († 2022)

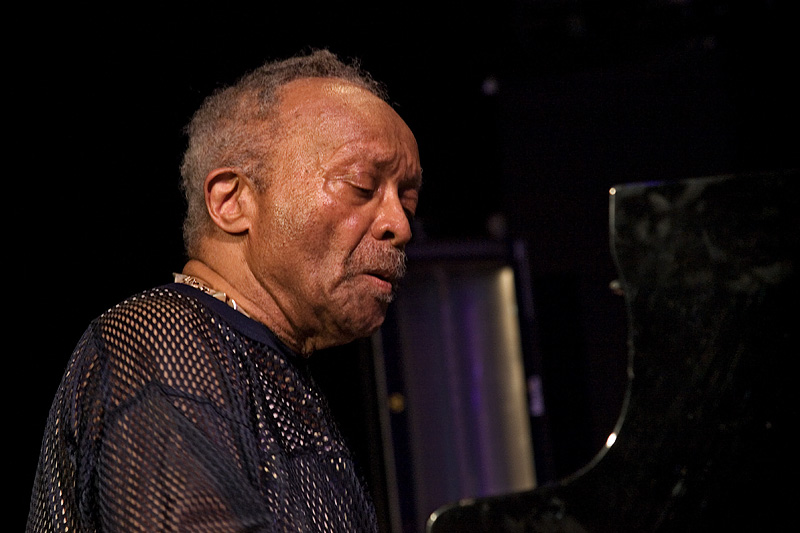
Cecil Taylor; * 15. März

- 15. März: Cecil Taylor, US-amerikanischer Jazz-Pianist († 2018)
- 16. März: Celina González, kubanische Liedermacherin († 2015)
- 16. März: Edwin London, US-amerikanischer Komponist, Hornist, Dirigent und Musikpädagoge († 2013)
- 18. März: Ctirad Kohoutek, tschechischer Komponist, Musikpädagoge und -wissenschaftler († 2011)
- 21. März: Otis „Big Smokey“ Smothers, US-amerikanischer Blues-Gitarrist und -Sänger († 1993)
- 22. März: P. Ramlee, malaysischer Sänger und Songwriter († 1973)
- 22. März: Fred Anderson Jr., US-amerikanischer Jazzmusiker († 2010)
- 23. März: Vera Kistler, US-amerikanische Komponistin, Musikpädagogin und Schriftstellerin († 2006)
- 24. März: Wolfgang Kaiser, deutscher klassischer Pianist († 2020)
- 26. März: Toshio Akiyama, japanischer Komponist und Professor
- 26. März: Manfred Roost, deutscher Dirigent und Chorleiter († 2022)
- 26. März: Ray Scott, US-amerikanischer Rockabilly-Musiker († 1999)
- 26. März: Gerald Wheeler, kanadischer Organist, Cembalist, Chorleiter und Musikpädagoge
- 31. März: Alexander Gray, kanadischer Sänger und Musikpädagoge († 1998)

### April
- 01. April: Marcel Amont, französischer Sänger und Schauspieler († 2023)
- 01. April: Sara Cassey, US-amerikanische Jazz-Komponistin († 1966)
- 01. April: Gunnar Nyberg, schwedischer Jazzmusiker († 2007)
- 03. April: Ralf Paulsen, deutscher Sänger († 2015)
- 05. April: Çingiz Sadıqov, aserbaidschanischer Pianist († 2017)

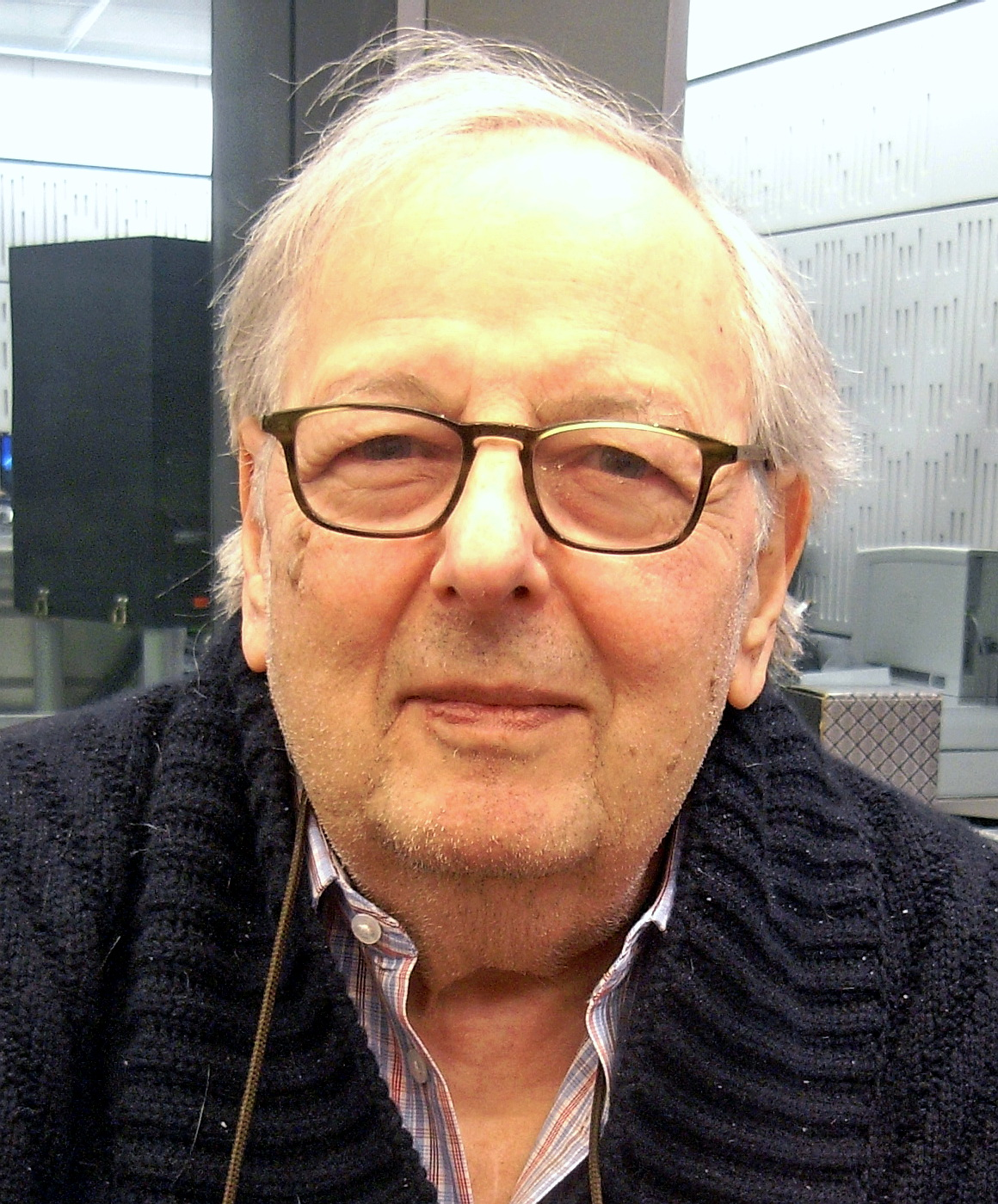
Andre Previn; * 6. April

- 06. April: André Previn, US-amerikanischer Pianist, Komponist und Dirigent († 2019)
- 06. April: Art Taylor, US-amerikanischer Jazz-Schlagzeuger († 1995)
- 07. April: Domingo Cura, argentinischer Perkussionist († 2004)
- 07. April: Walter Dworakivsky, US-amerikanischer Komponist und Musikpädagoge
- 07. April: Heinrich Schneikart, österreichischer Kontrabassist, Komponist und Musikpädagoge († 2008)
- 08. April: Walter Berry, österreichischer Sänger († 2000)

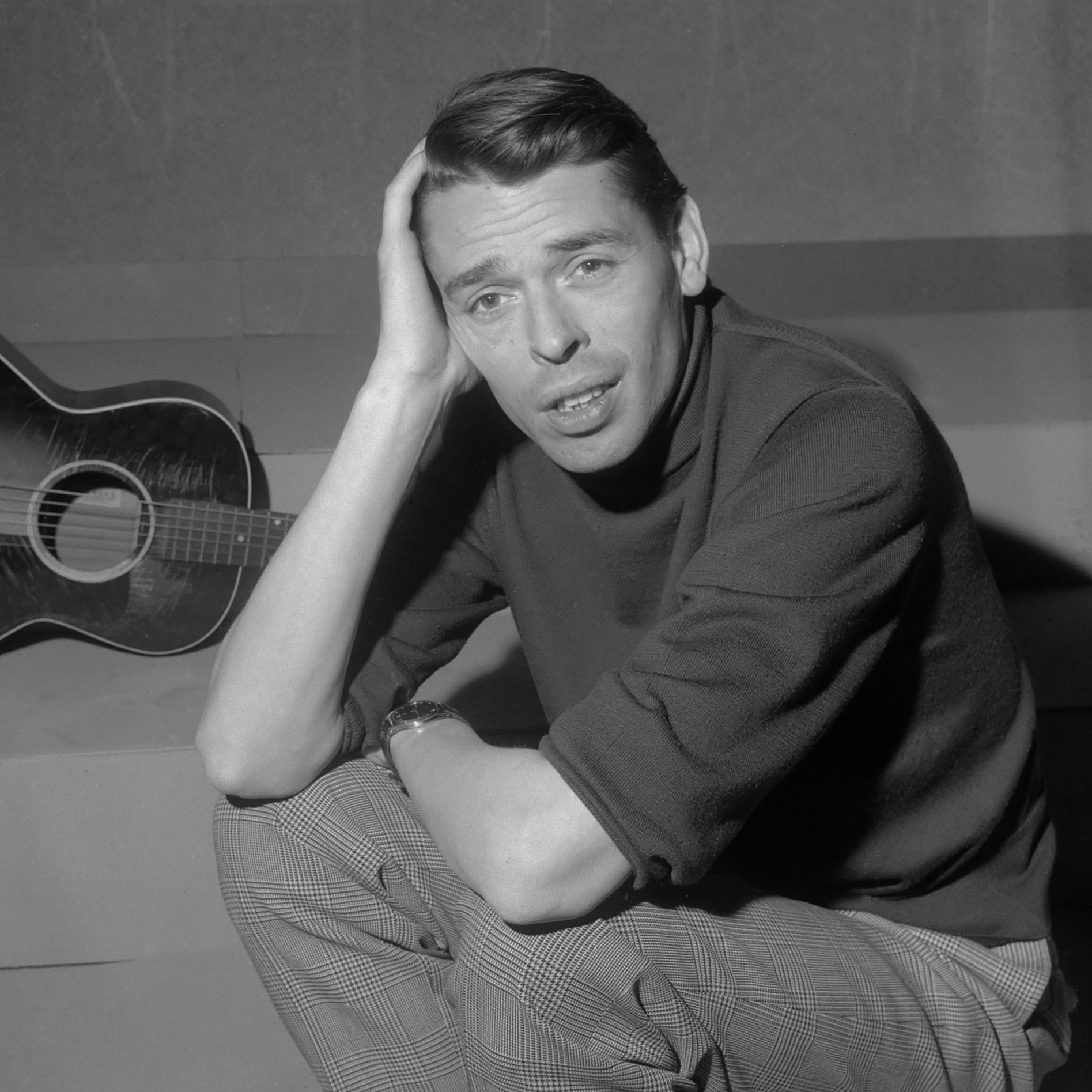
Jacques Brel; * 8. April

- 08. April: Jacques Brel, Chansonnier und Schauspieler († 1978)
- 11. April: Ian Armit, britischer Blues- und Jazzpianist († 1992)
- 15. April: Roland Cardon, belgischer Komponist und Professor († 2001)
- 15. April: Klaus Eichholz, deutscher Geiger, Musikpädagoge und Autor
- 16. April: Ed Townsend, US-amerikanischer R&B-Sänger und Songwriter († 2003)

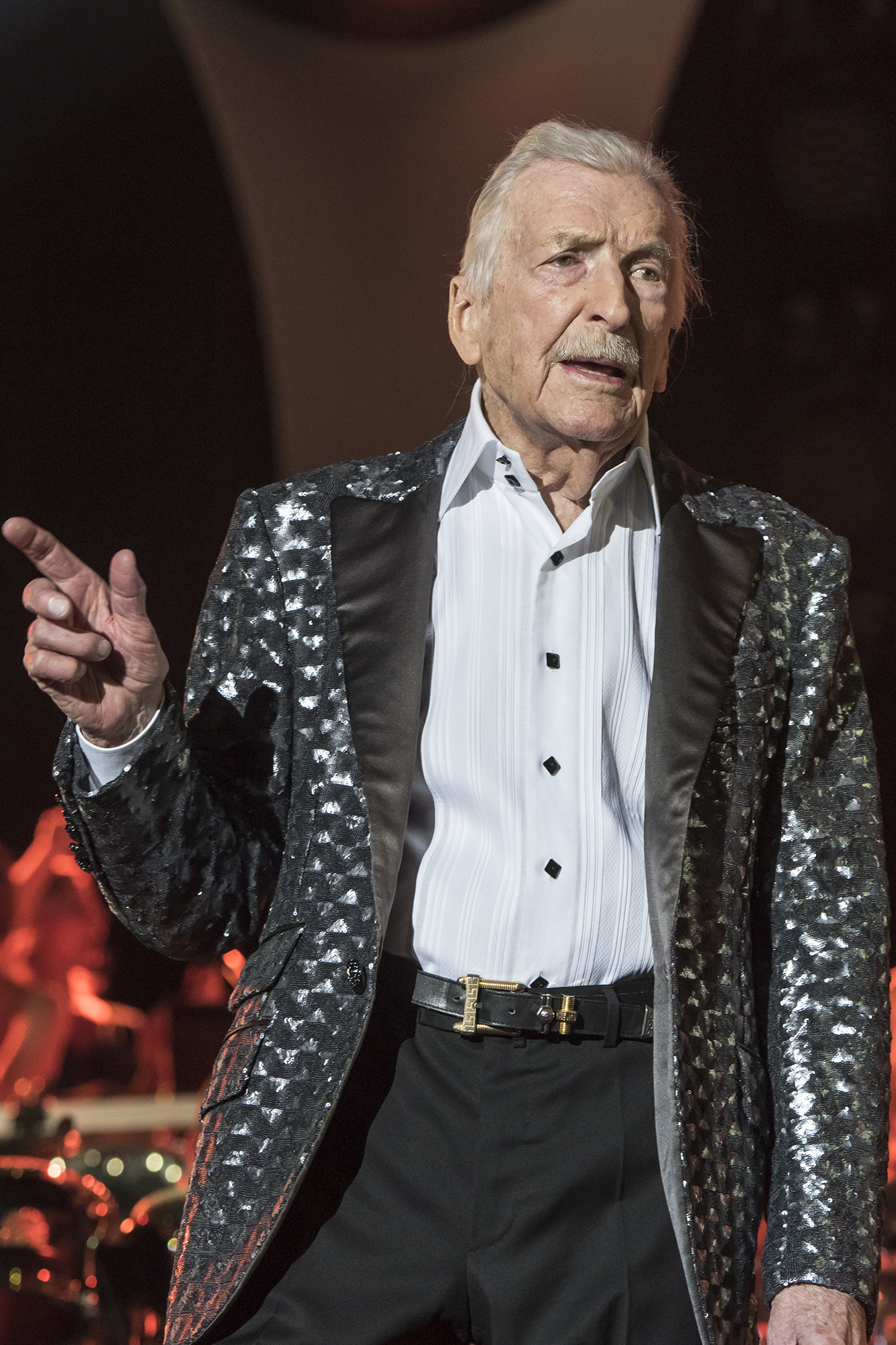
James Last; * 17. April

- 17. April: James Last, deutscher Bandleader, Komponist, Arrangeur und Musikproduzent († 2015)
- 18. April: Freddie Hill, US-amerikanischer Jazzmusiker (Trompete) († 1994)
- 19. April: Hans R. Beierlein, deutscher Medienmanager und Musikverleger († 2022)
- 22. April: Erkki Junkkarinen, finnischer Sänger († 2008)
- 23. April: Sigrid Lehmstedt, deutsche Klavierprofessorin, Klaviermethodikerin und Pianistin († 2022)
- 24. April: Ferit Tüzün, türkischer Komponist und Dirigent († 1977)
- 29. April: Ray Barretto, US-amerikanischer Jazz-Musiker († 2006)
- 29. April: Halina Łukomska, polnische Sängerin († 2016)
- 29. April: Peter Sculthorpe, australischer Komponist († 2014)
- 29. April: April Stevens, US-amerikanische Sängerin († 2023)

### Mai
- 02. Mai: Sven-Olof Walldoff, schwedischer Dirigent, Komponist und Musikproduzent († 2011)

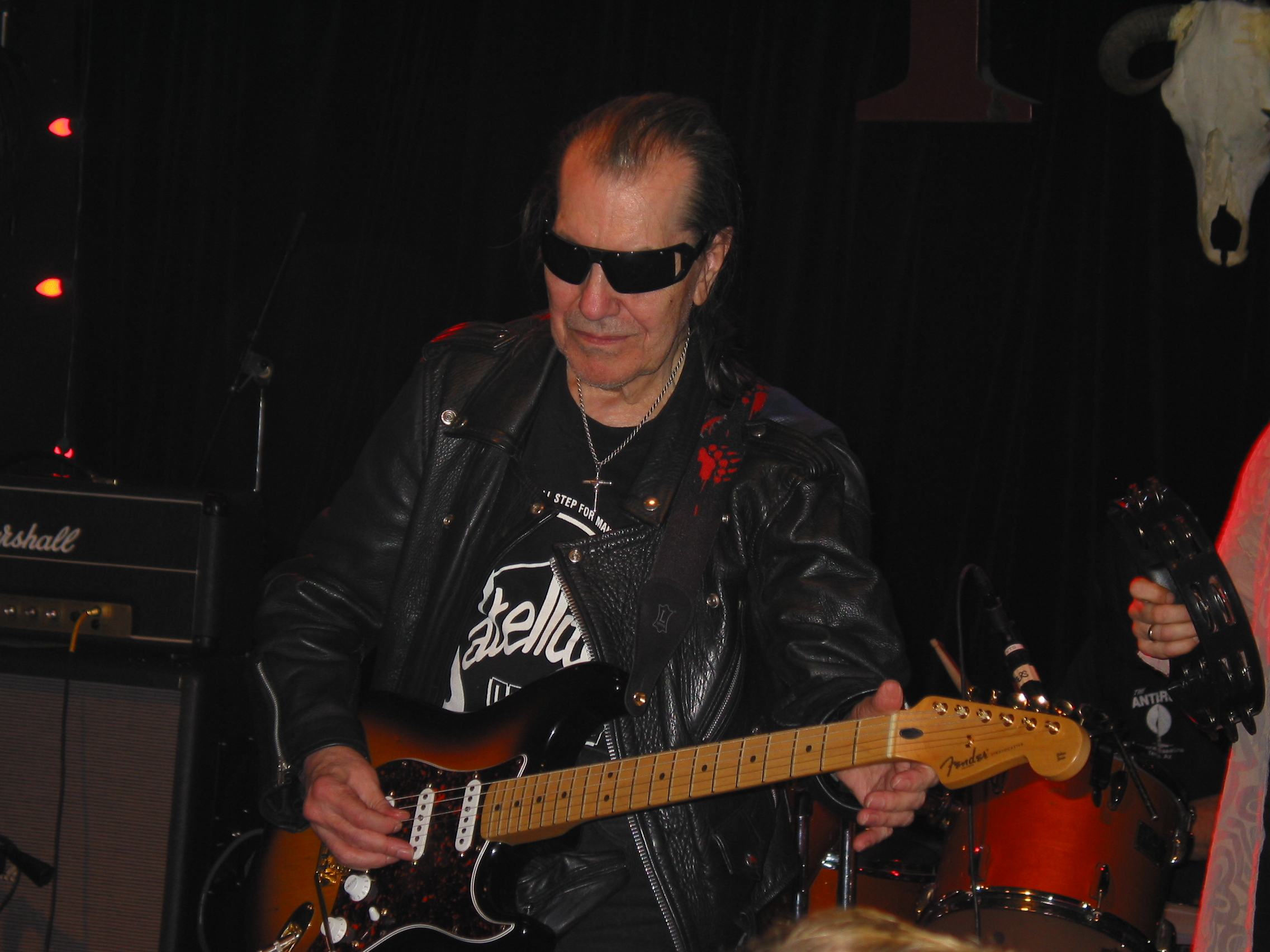
Link Wray; * 2. Mai

- 02. Mai: Link Wray, US-amerikanischer Musiker († 2005)
- 03. Mai: Hans Stadlmair, Dirigent und Komponist († 2019)
- 05. Mai: Frank Wright, kanadischer Jazzmusiker († 2021)
- 09. Mai: Robert „H-Bomb“ Ferguson, US-amerikanischer Blues-Sänger und -Pianist († 2006)
- 09. Mai: Curtis Knight, US-amerikanischer Soulsänger und Songschreiber († 1999)
- 10. Mai: Dinos Constantinides, US-amerikanischer Komponist, Musikpädagoge, Dirigent und Geiger († 2021)
- 10. Mai: Mel Lewis, US-amerikanischer Jazzmusiker († 1990)
- 13. Mai: Creed Taylor, US-amerikanischer Musikproduzent und Gründer der Jazz-Label Impulse! und CTI († 2022)

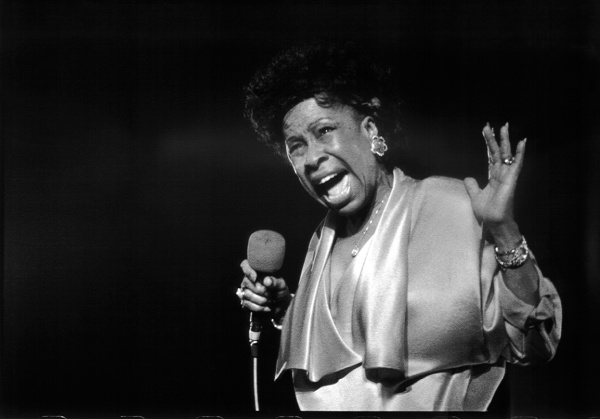
Betty Carter; * 16. Mai

- 16. Mai: Betty Carter, US-amerikanische Jazzsängerin († 1998)
- 17. Mai: Janet Craxton, englische Oboistin († 1981)
- 17. Mai: Hans Gebhard, deutscher Kirchenmusiker, Organist, Komponist und Chorleiter († 2022)
- 17. Mai: Pete Whelan, US-amerikanischer Jazz-Produzent, Verleger und Plattensammler († 2023)
- 18. Mai: Roger Matton, kanadischer Komponist und Musikethnologe († 2004)
- 19. Mai: Mihalis Adamis, griechischer Musikwissenschaftler, Chorleiter und Komponist († 2013)
- 21. Mai: Charles Wadsworth, US-amerikanischer Pianist, Kammermusiker und Musikpädagoge († 2025)
- 29. Mai: Fernande Chiocchio, kanadische Sängerin und Musikpädagogin († 2021)
- 31. Mai: Oqtay Zülfüqarov, aserbaidschanisch-sowjetischer Komponist, Dirigent, Violoncellist und Hochschullehrer († 2016)

### Juni
- 01. Juni: Yehudi Wyner, US-amerikanischer Komponist, Pianist und Musikpädagoge
- 02. Juni: Frédéric Devreese, belgischer Komponist und Dirigent († 2020)
- 02. Juni: Alcides Lanza, argentinisch-kanadischer Komponist, Dirigent, Pianist und Musikpädagoge († 2024)
- 03. Juni: Chuck Barris, US-amerikanischer Produzent, Moderator und Songwriter († 2017)
- 04. Juni: Andor Kovács, ungarischer Jazzmusiker († 1989)
- 06. Juni: Bogusław Schaeffer, polnischer Komponist, Musikwissenschaftler und -pädagoge († 2019)
- 09. Juni: Johnny Ace, US-amerikanischer Musiker († 1954)
- 10. Juni: Harald Juhnke, deutscher Film- und Bühnenschauspieler, Entertainer, Showmaster und Sänger († 2005)
- 13. Juni: Alan Civil, britischer Hornist und Musiklehrer († 1989)
- 13. Juni: Kurt Equiluz, österreichischer Kammersänger (Tenor) († 2022)
- 14. Juni: Cy Coleman, US-amerikanischer Komponist († 2004)
- 14. Juni: Frane Selak, kroatischer Musiklehrer († 2016)
- 15. Juni: Lotfi Mansouri, US-amerikanischer Opernregisseur und -direktor († 2013)
- 18. Juni: Jörg Faerber, deutscher Dirigent († 2022)
- 18. Juni: Ilse Storb, deutsche Musikwissenschaftlerin, Musikpädagogin und Hochschullehrerin
- 20. Juni: Ingrid Haebler, österreichische Pianistin († 2023)
- 20. Juni: Francis Santana, dominikanischer Sänger († 2014)
- 21. Juni: Abdel Halim Hafez, ägyptischer Sänger und Schauspieler († 1977)
- 22. Juni: Pierre Thibaud, französischer Trompeter und Musikpädagoge († 2004)
- 23. Juni: Carlos Argentino, argentinischer Sänger († 1991)

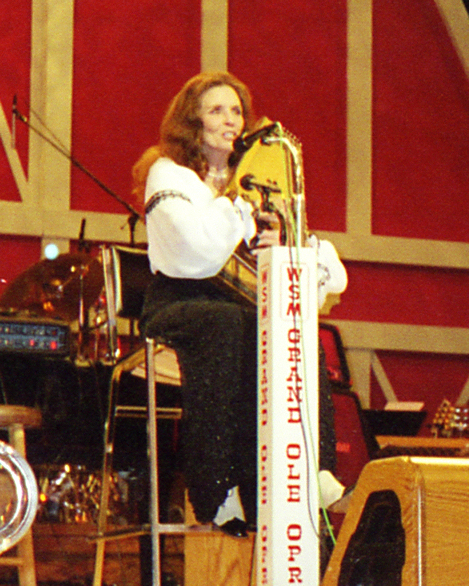
June Carter; * 23. Juni

- 23. Juni: June Carter Cash, US-amerikanische Sängerin und Songschreiberin († 2003)
- 23. Juni: Henri Pousseur, belgischer Komponist († 2009)
- 26. Juni: June Bronhill, australische Opernsängerin († 2005)
- 29. Juni: Alexandre Lagoya, klassischer Gitarrist († 1999)
- 29. Juni: Michio Mamiya, japanischer Komponist († 2024)
- 30. Juni: Annette Chappell, englische Tänzerin und Tanzpädagogin († 1996)
- 30. Juni: Alexander Kelly, schottischer Pianist und Musikpädagoge († 1996)

### Juli
- 02. Juli: Anna-Marie Globenski, kanadische Pianistin und Musikpädagogin († 2008)0
- 04. Juli: Joyce Sullivan, kanadische Sängerin († 2017)
- 06. Juli: Petro Prozko, ukrainischer Chorleiter, Dirigent und Komponist († 2003)
- 06. Juli: Gerd Zacher, deutscher Komponist und Organist († 2014)
- 08. Juli: Gilbert Klien, österreichischer Komponist und Pianist († 2012)
- 11. Juli: Hermann Prey, deutscher Bariton († 1998)
- 11. Juli: Erich Romanovsky, österreichischer Komponist und Organist († 1993)
- 14. Juli: Alan Dawson, US-amerikanischer Jazz-Schlagzeuger († 1996)
- 14. Juli: Horst Fuchs, deutscher Musikproduzent († 2010)
- 15. Juli: Charles Anthony, US-amerikanischer Opernsänger († 2012)
- 15. Juli: Francis Bebey, französischer Musiker und Schriftsteller († 2001)
- 15. Juli: Lou Graham, US-amerikanischer Country- und Rockabilly-Musiker († 1999)
- 18. Juli: Screamin’ Jay Hawkins, US-amerikanischer Sänger († 2000)
- 21. Juli: Klaus Wolfgang Niemöller, deutscher Musikwissenschaftler († 2024)
- 22. Juli: Jean-Pierre Rivière, französischer Komponist († 1995)
- 25. Juli: Günter Berger, deutscher Organist, Komponist und Hochschullehrer († 2023)
- 26. Juli: Alexis Weissenberg, französischer Pianist bulgarischer Herkunft († 2012)
- 27. Juli: Walter Michael Klepper, rumäniendeutscher Komponist († 2008)
- 29. Juli: Charles Richard Anders, US-amerikanischer Komponist und Pfarrer († 2020)
- 29. Juli: Earl Scheelar, US-amerikanischer Jazzmusiker († 2023)
- 29. Juli: Awet Terterjan, armenischer Komponist († 1994)
- 31. Juli: Don Murray, US-amerikanischer Schauspieler († 2024)

### August
- 01. August: Samuel Charters, US-amerikanischer Blues-Forscher und -musiker († 2015)
- 02. August: José Afonso, portugiesischer Sänger und Komponisten († 1987)
- 05. August: Rolando Alarcón, chilenischer Sänger und Komponist († 1973)
- 05. August: András Székely, ungarischer Musikwissenschaftler († 2024)
- 06. August: Ferenc Aszódy, deutscher Trompeter († 2005)

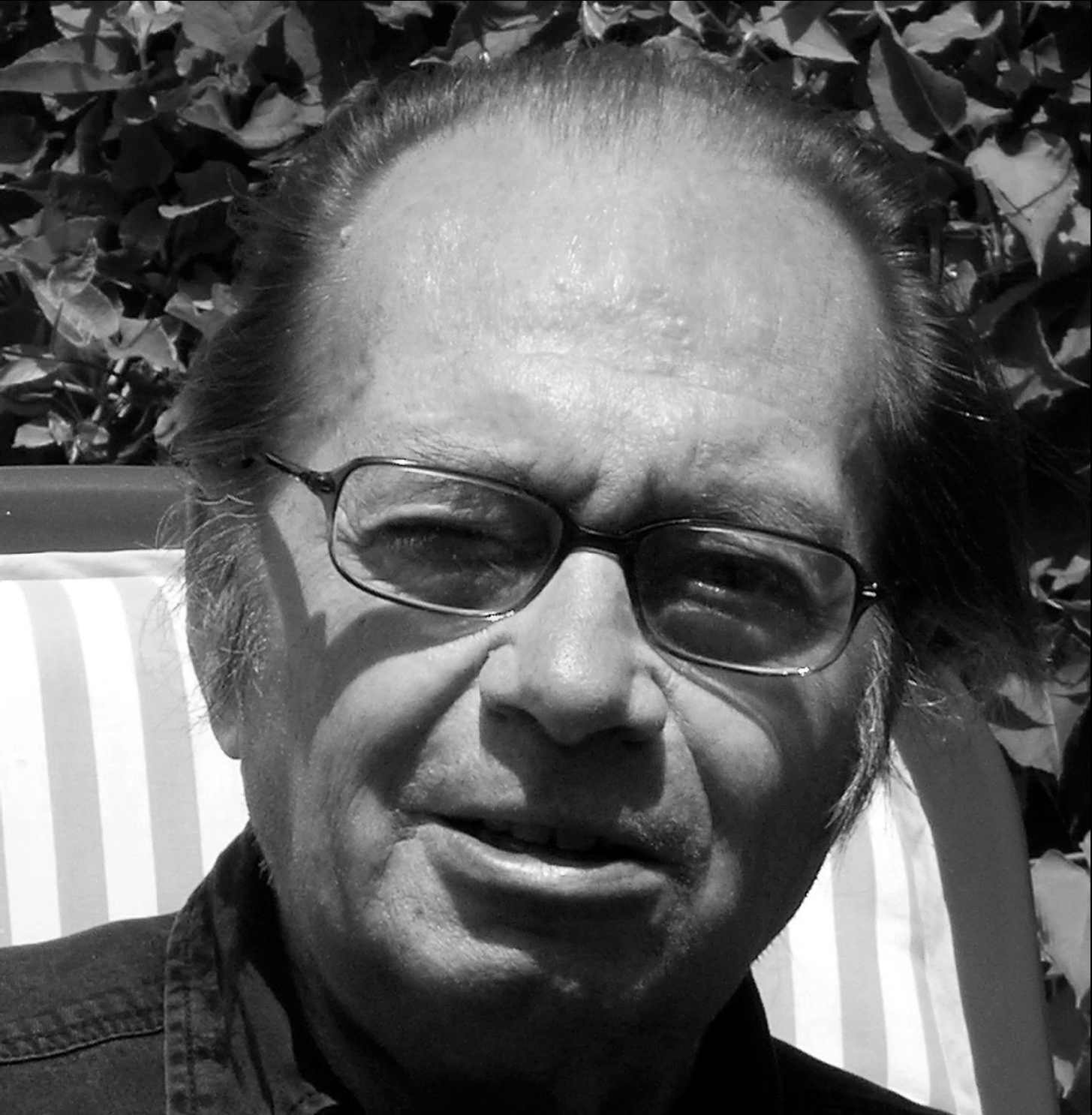
Reinhold Finkbeiner; * 6. August

- 06. August: Reinhold Finkbeiner, deutscher Komponist und Organist († 2010)
- 06. August: Gilles Manny, kanadischer Pianist und Musikpädagoge († 2025)
- 08. August: Lionginas Abarius, litauischer Musiker, Komponist und Professor
- 08. August: Josef Suk, tschechischer Geiger und Bratscher († 2011)
- 11. August: Cora Canne Meijer, niederländische Opernsängerin († 2020)
- 12. August: Peter Greenwell, britischer Komponist, Arrangeur und Pianist († 2006)
- 12. August: Buck Owens, US-amerikanischer Country-Sänger († 2006)
- 12. August: Jōji Yuasa, japanischer Komponist († 2024)
- 13. August: Gustav Meier, Schweizer Dirigent und Musikpädagoge († 2016)

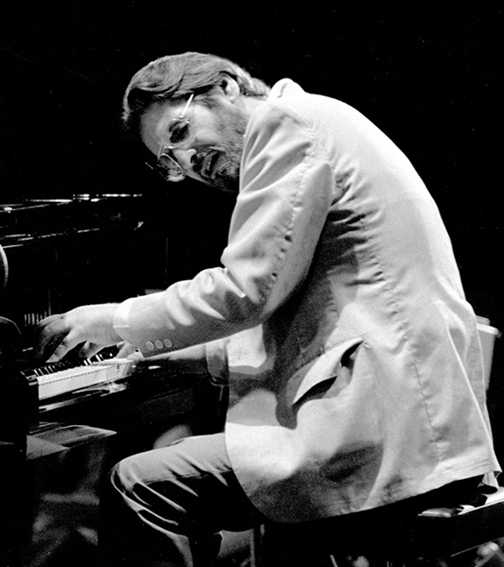
Bill Evans; * 16. August

- 16. August: Bill Evans, US-amerikanischer Jazzpianist († 1980)
- 16. August: Roderich Fuhrmann, deutscher Pianist, Musikwissenschaftler und Professor († 2003)

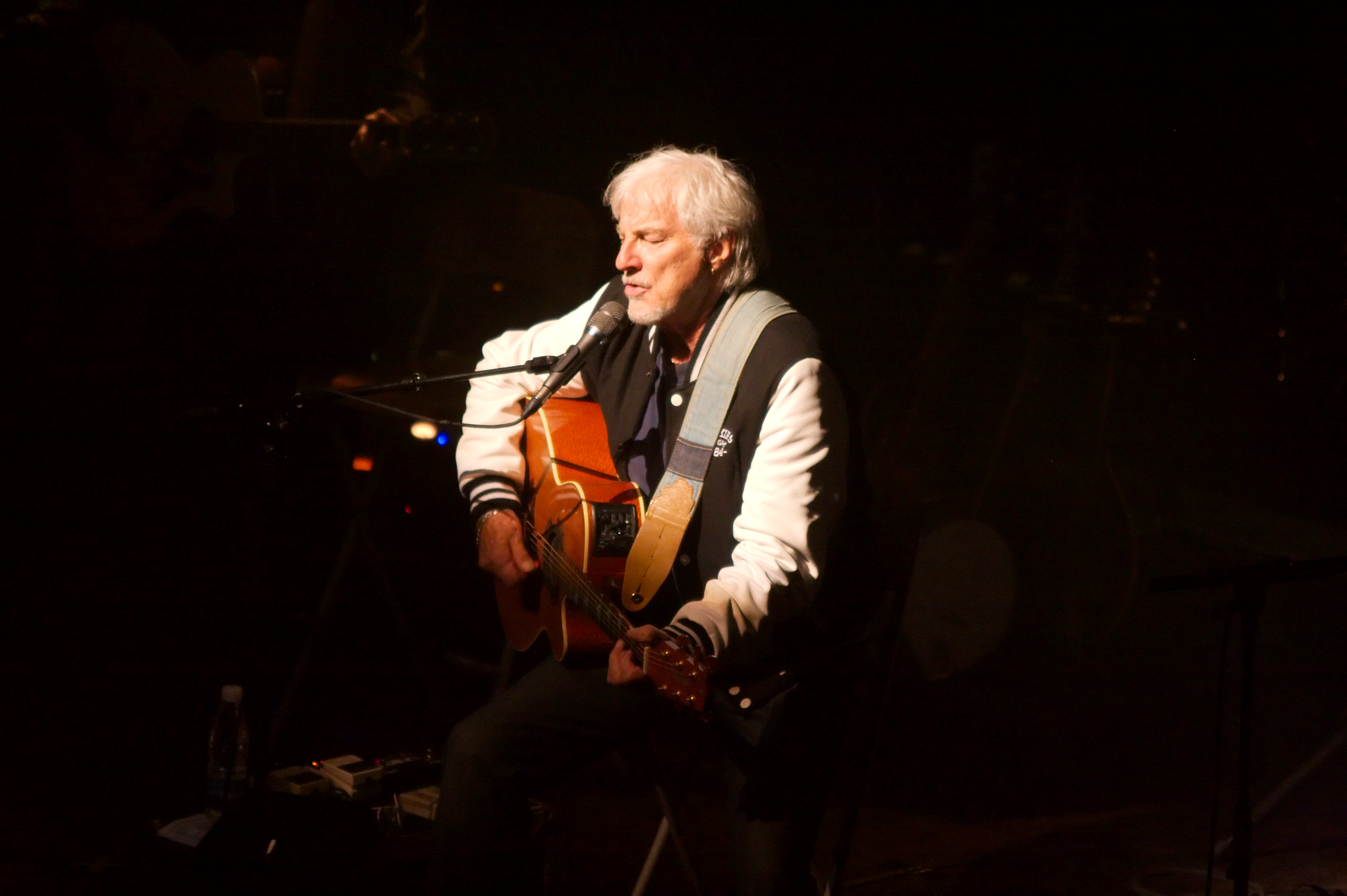
Hugues Aufray; * 18. August

- 18. August: Hugues Aufray, französischer Chanson-Sänger
- 20. August: Gottfried Haunhorst, deutscher Kantor, Organist, Musikpädagoge und Museumsleiter († 2016)
- 28. August: István Kertész, ungarischer Dirigent († 1973)
- August: Roy Moss, US-amerikanischer Rockabilly-Musiker

### September
- 01. September: Sergej Aghadschanjan, armenisch-sowjetischer Komponist, Dirigent, Geiger und Hochschullehrer († 2005)
- 01. September: Kostas Paskalis, griechisch-österreichischer Opernsänger († 2007)
- 02. September: Charline Arthur, US-amerikanische Rockabilly-Musikerin († 1987)
- 02. September: Cliff Gleaves, US-amerikanischer Rockabilly-Musiker († 2002)
- 06. September: Charles Moffett senior, US-amerikanischer Jazz-Schlagzeuger († 1997)

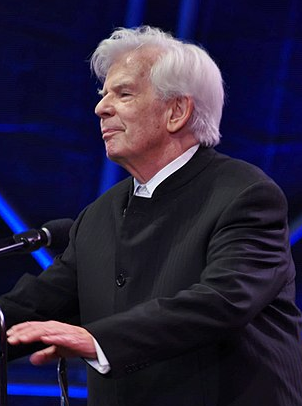
Christoph von Dohnányi; * 8. September

- 08. September: Christoph von Dohnányi, deutscher Dirigent und Intendant
- 09. September: Claude Nougaro, französischer Jazz-Sänger, Dichter, Maler und Zeichner († 2004)
- 10. September: Akio Yashiro, japanischer Komponist († 1976)
- 12. September: Roberto Angleró, puerto-ricanischer Salsakomponist, Sänger und Bandleader († 2018)
- 13. September: Nikolaj Gjaurow, bulgarisch-österreichischer Opernsänger († 2004)
- 17. September: Sylvester Austin, US-amerikanischer Tenorsaxophonist († 2001)
- 17. September: Vincent La Selva, US-amerikanischer Dirigent und Musikpädagoge († 2017)
- 19. September: Heny Álvarez, puerto-ricanischer Komponist, Perkussionist und Sänger († 2006)
- 22. September: Serge Garant, kanadischer Komponist und Dirigent († 1986)
- 22. September: Guido Minicus, Schweizer Musiker († 2021)
- 23. September: Jimmy Woode, US-amerikanischer Jazz-Kontrabassist († 2005)
- 27. September: Bill Geldard, britischer Jazzmusiker (Posaune) († 2023)
- 27. September: Claus Haake, deutscher Musikwissenschaftler und Chorleiter († 2019)
- 28. September: Lata Mangeshkar, indische Sängerin († 2022)
- 28. September: Zheng Xiaoying, chinesische Dirigentin

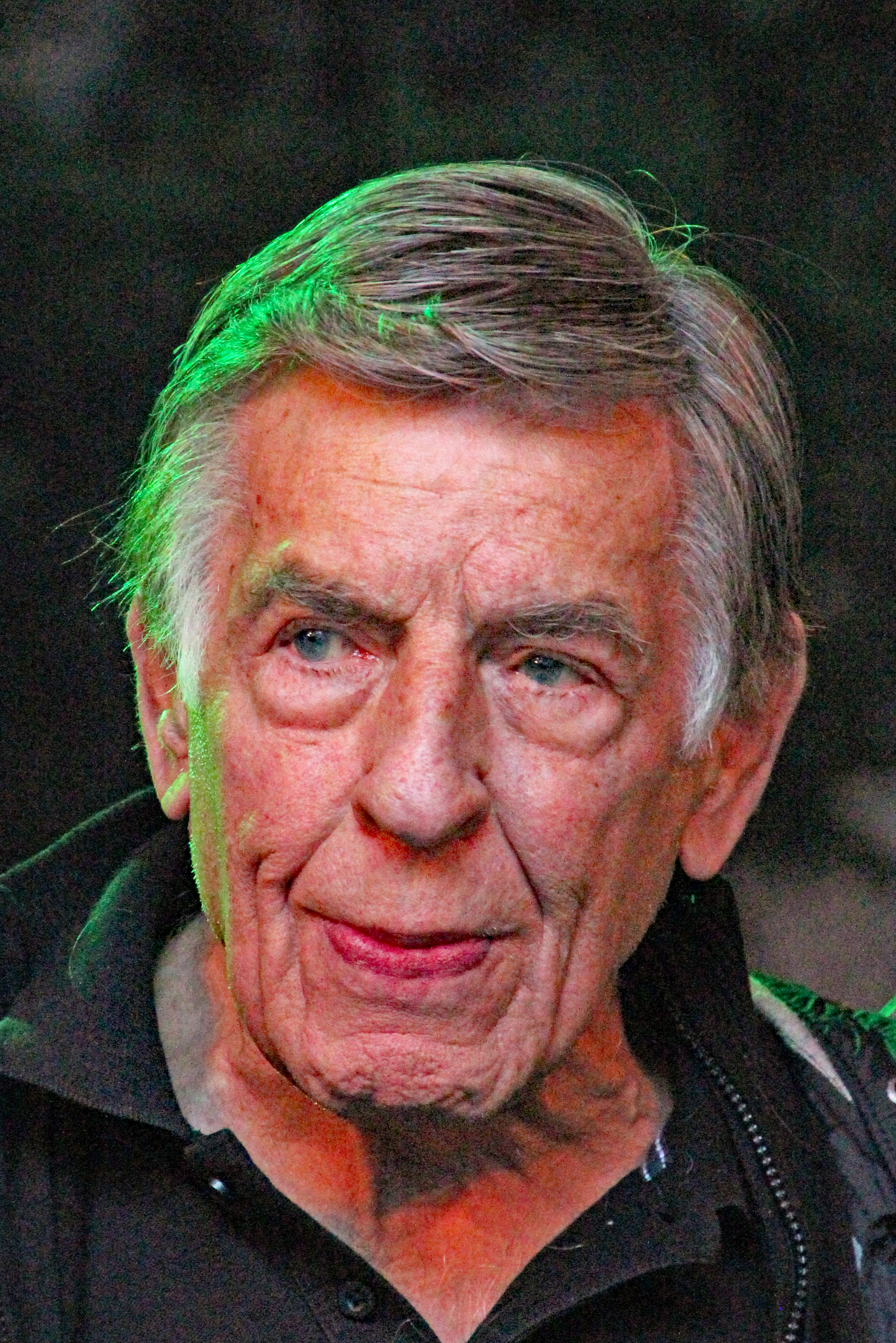
Rolf Kühn; * 29. September

- 29. September: Rolf Kühn, deutscher Musiker und Jazzklarinettist († 2022)

### Oktober
- 01. Oktober: Jean Amadou, französischer Sänger und Humorist († 2011)
- 01. Oktober: Peter Meven, deutscher Opern- und Konzertsänger († 2003)
- 01. Oktober: Bonnie Owens, US-amerikanische Country-Sängerin († 2006)
- 04. Oktober: Leroy Van Dyke, US-amerikanischer Country-Musiker
- 06. Oktober: Dieter Antritter, deutscher Jazzmusiker († 2015)
- 07. Oktober: Luigi Ferdinando Tagliavini, italienischer Organist († 2017)
- 10. Oktober: Ed Blackwell, US-amerikanischer Jazzschlagzeuger († 1992)
- 11. Oktober: Curtis Amy, US-amerikanischer Saxophonist und Flötist († 2002)
- 11. Oktober: Daniel Wayenberg, niederländischer Pianist und Komponist († 2019)
- 14. Oktober: Timo Mustakallio, finnischer Opernsänger und Festspielleiter († 1984)
- 16. Oktober: Anton Hocker, österreichischer Orgelbauer († 2020)
- 17. Oktober: Ram Da-Oz, israelischer Komponist († 2021)
- 20. Oktober: Diethelm Müller-Nilsson, deutscher Musikpädagoge
- 23. Oktober: Sepp Huter, österreichischer Kapellmeister und Komponist († 2001)

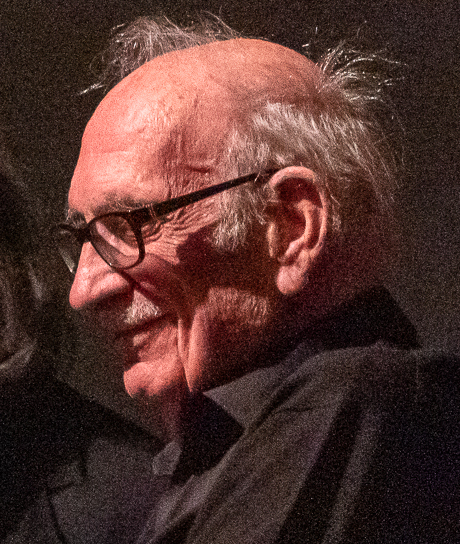
George Crumb; * 24. Oktober

- 24. Oktober: George Crumb, US-amerikanischer Komponist († 2022)
- 24. Oktober: Dan Morgenstern, US-amerikanischer Jazzhistoriker und -kritiker († 2024)
- 24. Oktober: Friedrich W. Riedel, deutscher Musikwissenschaftler († 2020)
- 26. Oktober: Hans Peter Haller, deutscher Komponist und Pionier der elektroakustischen Musik († 2006)
- 27. Oktober: Wolfgang Zorn, deutscher Pädagoge, Kirchenlieddichter und Kirchenliedübersetzer († 2001)
- 30. Oktober: Willie Torres, puerto-ricanischer Sänger († 2020)
- 31. Oktober: Bud Spencer, italienischer Schauspieler, Schwimmer, Wasserballspieler, Musiker, Komponist, Politiker und Erfinder († 2016)

### November
- 02. November: Harold Farberman, US-amerikanischer Komponist und Dirigent († 2018)
- 05. November: Terry Shannon, britischer Jazzmusiker († 2022)
- 06. November: Francy Boland, belgischer Jazz-Pianist und Arrangeur († 2005)
- 07. November: Benny Andersen, dänischer Schriftsteller, Lyriker, Komponist und Pianist († 2018)
- 07. November: Peter Evans, britischer Musikwissenschaftler († 2018)
- 08. November: Bert Berns, US-amerikanischer Musikproduzent und Komponist († 1967)
- 09. November: Piero Cappuccilli, italienischer Opernsänger († 2005)
- 09. November: Roberto Florio, argentinischer Tangosänger († 1993)
- 10. November: George Buford, US-amerikanischer Blues-Musiker († 2011)
- 10. November: Don Paulin, US-amerikanischer Folksänger († 2013)
- 11. November: LaVern Baker, US-amerikanische Rhythm-and-Blues-Sängerin († 1997)
- 15. November: Józef Patkowski, polnischer Komponist, Musikwissenschaftler und -pädagoge († 2005)
- 17. November: Kamiel D’Hooghe, belgischer Organist und Musikpädagoge († 2021)
- 17. November: Charles Kálmán, österreichischer Film- und Bühnenkomponist († 2015)
- 18. November: Alfredo Dalton, argentinischer Tangosänger und -dichter († 1998)
- 19. November: Jean Blaton, belgischer Automobilrennfahrer und Musiker († 2020)
- 20. November: Raymond Lefèvre, französischer Orchesterleiter und Komponist († 2008)
- 21. November: Billy Barton, US-amerikanischer Country- und Rockabilly-Musiker († 2011)
- 21. November: Violeta Stephen, dominikanische Sängerin
- 23. November: Sigrid Kehl, deutsche Opernsängerin († 2024)
- 24. November: Muz Zeier, Schweizer Maler, Zeichner, Bildhauer und Jazzposaunist († 1981)
- 26. November: Slavko Avsenik, slowenischer Komponist und Musiker († 2015)

### Dezember
- 01. Dezember: Wolfgang Anheisser, deutscher Opernsänger († 1974)
- 02. Dezember: Harvey Phillips, US-amerikanischer Musiker (Tuba) († 2010)
- 02. Dezember: Eddie Taylor, britischer Jazzmusiker († 2022)
- 03. Dezember: Werner Rackwitz, deutscher Opernintendant und Kulturpolitiker († 2014)
- 04. Dezember: Wilhelm Georg Berger, rumänischer Komponist und Musikwissenschaftler († 1993)
- 04. Dezember: Tee Carson, US-amerikanischer Jazzmusiker († 2000)
- 04. Dezember: Otto Weiß, deutscher Jazz- und Unterhaltungsmusiker (Piano, Orgel, Komposition)

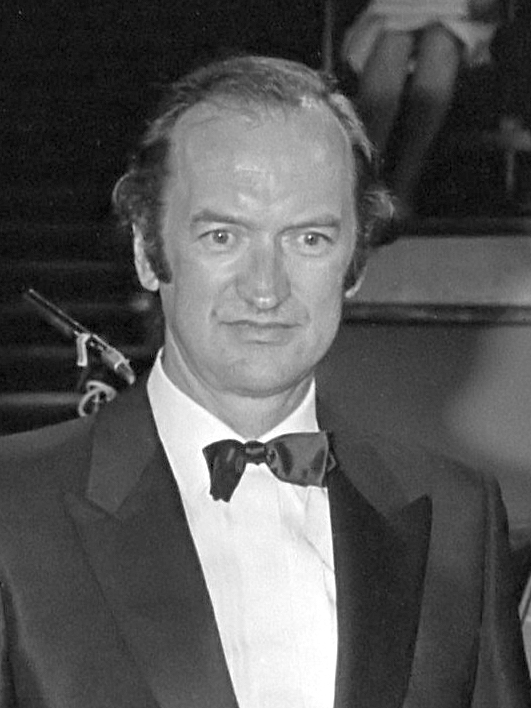
Nikolaus Harnoncourt; * 6. Dezember

- 06. Dezember: Nikolaus Harnoncourt, österreichischer Dirigent († 2016)
- 06. Dezember: Mark Kopytman, israelischer Komponist und Musikpädagoge († 2011)
- 07. Dezember: Albrecht Haupt, deutscher Kirchenmusiker
- 11. Dezember: Peter Gougaloff, bulgarischer Opernsänger (Tenor) († 2025)
- 11. Dezember: Kenneth MacMillan, Ballett-Tänzer und Choreograph († 1992)
- 12. Dezember: Toshiko Akiyoshi, japanische Jazz-Pianistin, Komponistin, Arrangeurin und Bigband-Leaderin
- 13. Dezember: Vestal Goodman, US-amerikanische Gospel-Sängerin († 2003)
- 14. Dezember: Ron Nelson, US-amerikanischer Komponist und Professor
- 19. Dezember: Bob Brookmeyer, US-amerikanischer Jazz-Musiker († 2011)

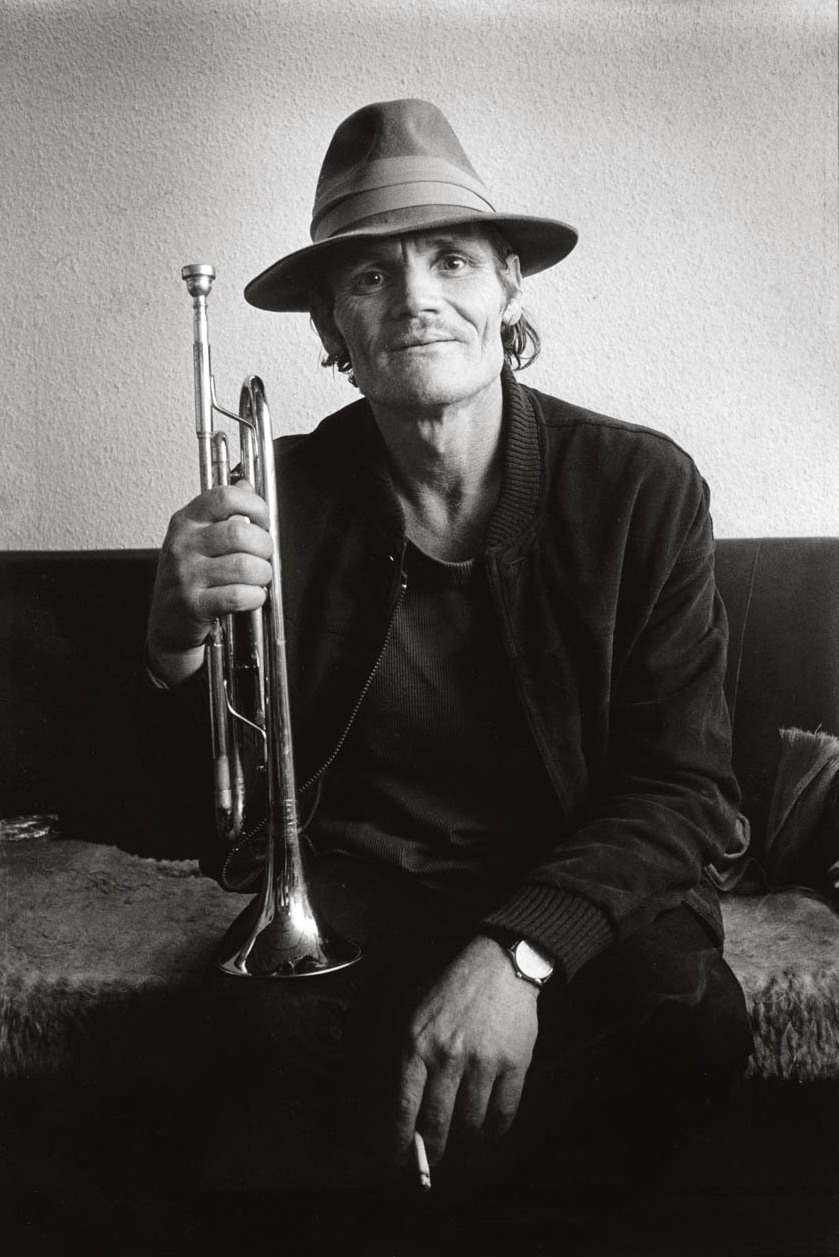
Chet Baker; * 23. Dezember

- 23. Dezember: Chet Baker, US-amerikanischer Jazzmusiker, Sänger und Komponist († 1988)
- 23. Dezember: Clarice Carson, kanadische Sängerin († 2015)
- 23. Dezember: Eckart Rohlfs, deutscher Verleger und Musikjournalist († 2023)
- 25. Dezember: Régine, französische Sängerin († 2022)
- 26. Dezember: Monty Budwig, US-amerikanischer Jazzbassist († 1992)
- 27. Dezember: Zdeněk Bláha, tschechischer Volksmusiker und Komponist
- 27. Dezember: Gyula Kovács, ungarischer Jazzschlagzeuger († 1992)
- 27. Dezember: Tommy Rall, US-amerikanischer Schauspieler und Tänzer sowie Musical- und Opernsänger († 2020)
- 30. Dezember: Wolfgang Wünsch, deutscher Kirchenmusiker, ehemaliger Domorganist und Domkapellmeister
- 31. Dezember: Ivor David Arbiter, englischer Instrumentenbauer († 2005)

### Genaues Geburtsdatum unbekannt
- Josef Augustin, deutscher Volksmusiker († 1980)
- Hans Alwin Beeck, deutscher Komponist und Musikpädagoge († 2015)
- Betty Bryant, US-amerikanische Jazzmusikerin (Gesang, Piano)
- Hubert Degex, französischer Jazz- und Unterhaltungsmusiker sowie Filmkomponist († 2021)

## Gestorben

### Januar bis Juni
- 08. Januar: Heinrich Busch, deutscher Pianist und Komponist (* 1900)
- 11. Januar: Elfrida Andrée, schwedische Komponistin (* 1841)
- 21. Januar: Theodor Gmür, Schweizer Organist, Komponist und Hochschullehrer (* 1859)
- 22. Januar: Adolph Brodsky, russischer Geiger (* 1851)
- 23. Januar: Marco Anzoletti, italienischer Komponist und Geiger (* 1867)
- 26. Januar: William Edwin Haesche, amerikanischer Komponist (* 1867)
- 06. Februar: Siegfried Ochs, deutscher Chorleiter und Komponist (* 1858)
- 15. Februar: Fritz Klopper, deutscher Musikpädagoge und Komponist (* 1889)
- 19. Februar: Cesare Galeotti, italienischer Komponist, Dirigent und Pianist (* 1872)
- 25. Februar: František Neumann, tschechischer Komponist, Dirigent und Musikpädagoge (* 1874)
- 22. März: Anton Beer-Walbrunn, deutscher Komponist (* 1864)
- 23. März: Alex Höpperger, österreichischer Nationalsänger (* 1865)
- 31. März: Gustave Labelle, kanadischer Cellist, Komponist und Musikpädagoge (* 1878)
- 06. April: Carlos J. Meneses, mexikanischer Pianist und Dirigent (* 1863)
- 09. April: Wilhelm Busch, deutscher Instrumentenbauer (* 1861)
- 22. April: Ödön Mihalovich, ungarischer Komponist (* 1842)
- 29. April: Edward Jakobowski, englischer Komponist (* 1856)

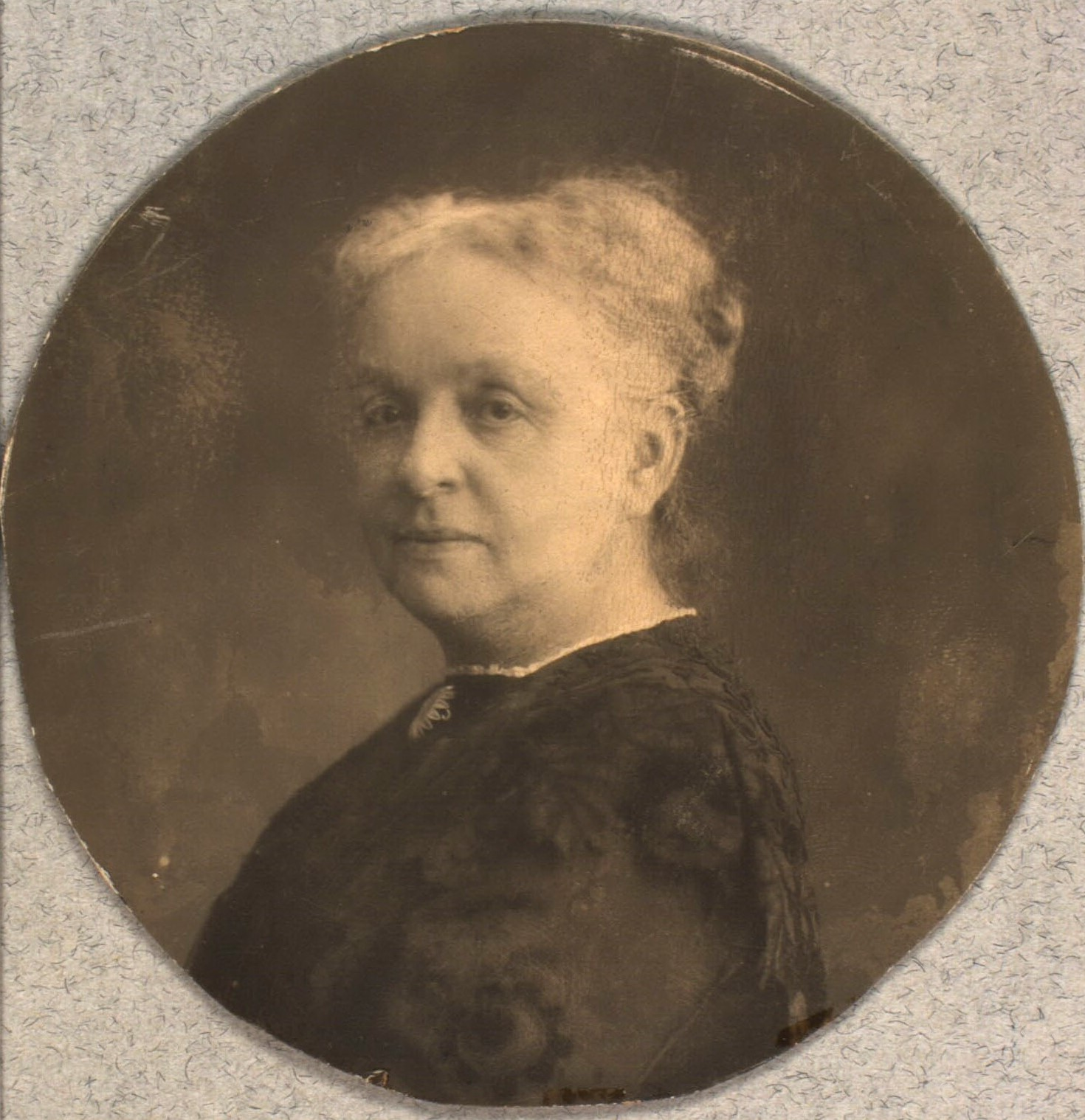
Sophie Keller; † 1. Mai

- 01. Mai: Sophie Keller, dänische Opernsängerin und Gesangslehrerin (* 1850)
- 04. Mai: Wladimir Kenig, polnischer Komponist (* 1883)
- 16. Mai: Lilli Lehmann, deutsche Opernsängerin (Sopran) und Gesangspädagogin (* 1848)
- 26. Mai: Jens Bodewalt Lampe, dänisch-amerikanischer Komponist, Geiger und Orchesterleiter des Ragtime (* 1869)
- 26. Mai: Adolf Mikeš, tschechischer Musikpädagoge (* 1864)
- 08. Juni: Hugo Nolthenius, niederländischer Komponist, Musikkritiker und Musikschriftsteller (* 1848)

### Juli bis Dezember
- 13. Juli: Eusebius Mandyczewski, österreichischer Musikwissenschaftler und Komponist (* 1857)
- 22. Juli: Bror Beckman, schwedischer Komponist (* 1866)
- 31. Juli: Charles A. E. Harriss, kanadischer Musikmanager, Komponist, Organist, Dirigent, Chorleiter und Musikpädagoge (* 1862)

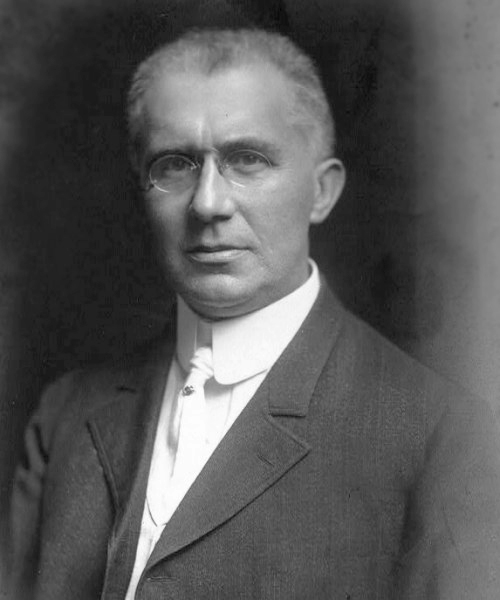
Emile Berliner; † 3. August

- 03. August: Emil Berliner, Erfinder der Schallplatte und des Grammophons (* 1851)
- 12. August: Rudolf Nováček, tschechischer Komponist und Dirigent (* 1860)
- 15. August: Pilar Fernández de la Mora, spanische Pianistin und Musikpädagogin (* 1867)
- 16. August: Frank Van der Stucken, US-amerikanischer Komponist und Dirigent (* 1858)

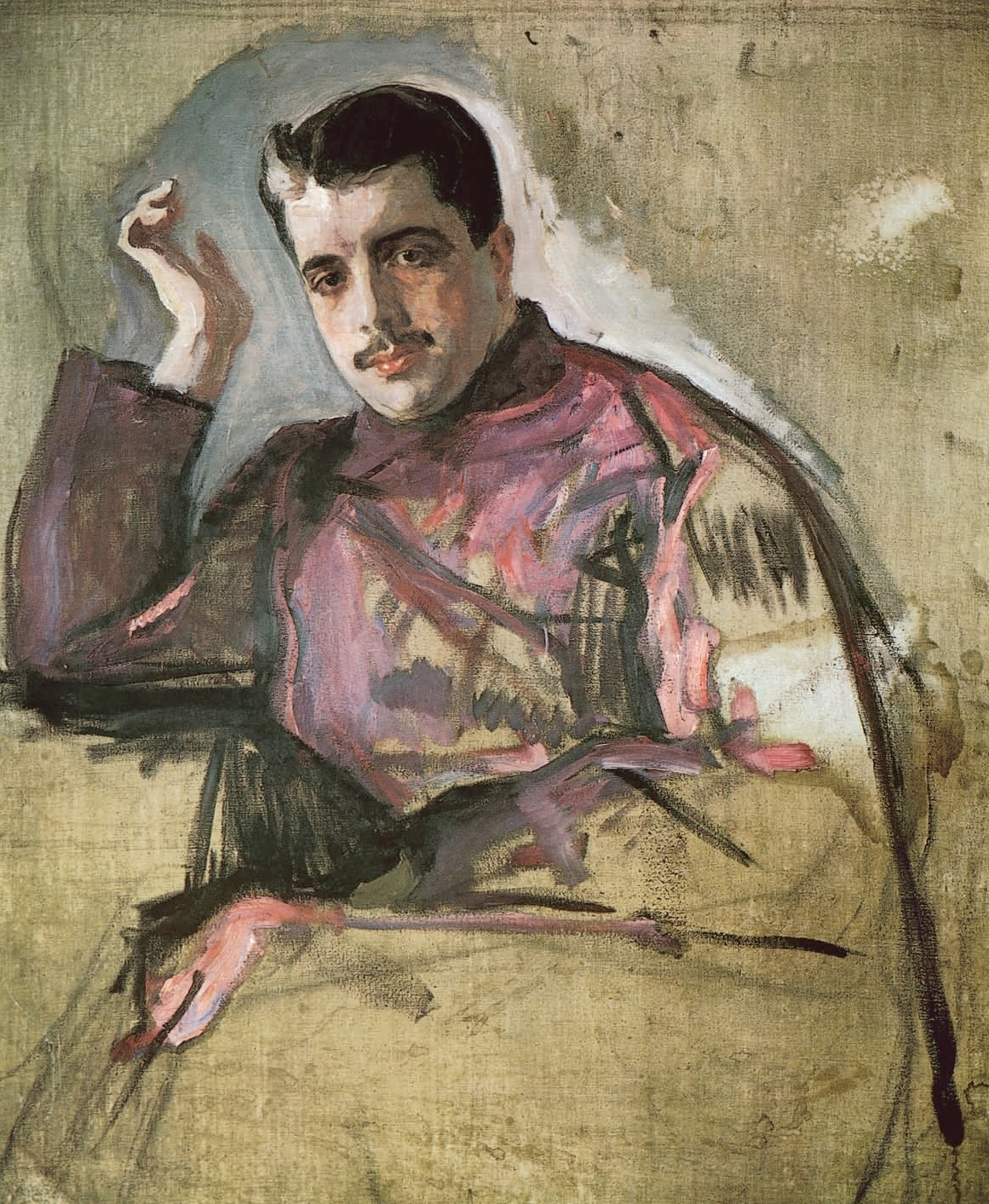
Sergei Djagilew; † 19. August

- 19. August: Sergei Djagilew, russischer Begründer des modernen russischen Balletts (* 1872)
- 27. August: Giulio Bas, italienischer Komponist und Organist (* 1874)
- 01. September: Stanisław Barcewicz, polnischer Pianist, Kammermusiker, Dirigent und Musikpädagoge (* 1858)
- 10. September: Hugo Kreisler, österreichischer Cellist (* 1884)

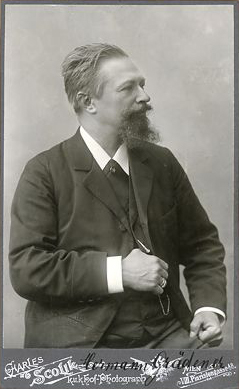
Hermann Graedener; † 18. September

- 18. September: Hermann Graedener, deutscher Komponist (* 1844)
- 11. Oktober: Maria Sophia Petronella van Gijtenbeek, niederländische Schauspielerin, Balletttänzerin und Sopranistin (* 1848)
- 15. Oktober: Emil Kaiser, Komponist und Militärkapellmeister (* 1853)
- 17. Oktober: Ada Crossley, australische Sängerin (* 1871)
- 26. Oktober: Swan Hennessy, irisch-amerikanischer Komponist (* 1866)
- 02. November: Lena Amsel, deutsche Tänzerin und Schauspielerin (* 1898)
- 09. November: Theodor Pfeiffer, deutscher klassischer Pianist, Komponist und Musikpädagoge (* 1853)
- 11. November: Mieczysław Sołtys, polnischer Komponist (* 1863)
- 14. November: Marie Schumann-Hettich, deutsche Pianistin und Klavierlehrerin (* 1841)
- 23. November: Arvid Kleven, norwegischer Komponist (* 1899)
- 25. November: Katie Crippen, US-amerikanische Entertainerin und Blues-Sängerin (* 1895)
- 25. November: Elisha Albright Hoffman, US-amerikanischer evangelisch-presbyterianischer Pastor und Kirchenlieddichter (* 1839)
- 29. Dezember: Paul Carrière, deutscher Musikpädagoge und Komponist (* 1887)
- 31. Dezember: Alexander Lambert, polnisch-amerikanischer Komponist, Pianist und Musikpädagoge (* 1863)

### Genaues Todesdatum unbekannt
- Henry Morton Dunham, US-amerikanischer Organist und Komponist (* 1853)
- Josephine Morcashani, britische Unterhaltungskünstlerin und Sängerin (* 1870)
- Karl Nováček, tschechischer Cellist, Dirigent und Militärkapellmeister (* 1868)